# Ceremonia de deschidere a Jocurilor Olimpice de vară din 2012

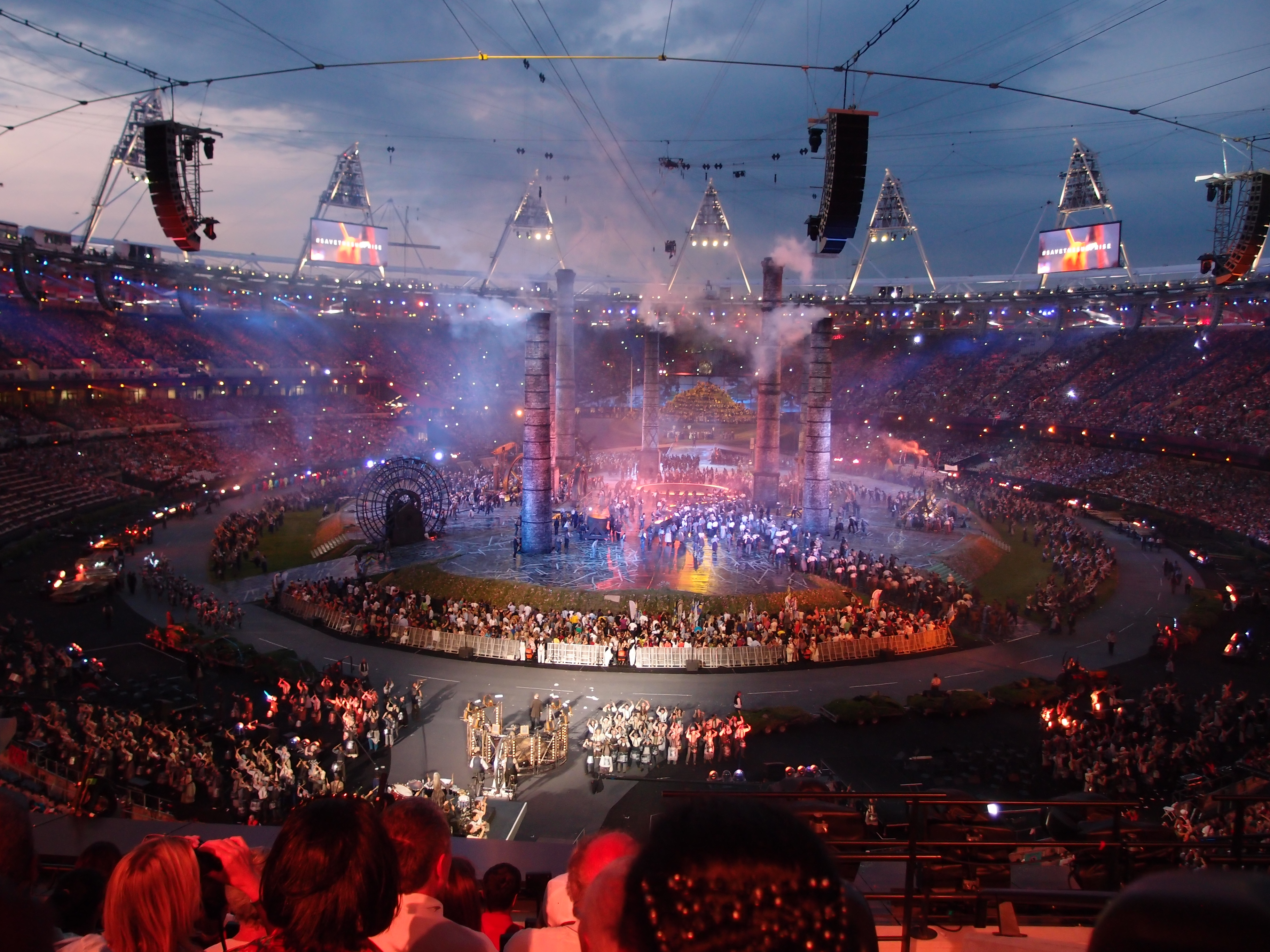
Ceremonia de deschidere a Jocurilor Olimpice de vară din 2012

Ceremonia de deschidere a Jocurilor Olimpice de vară din 2012, numită și Insulele minunilor (în engleză The Isles of Wonder), a început la ora 21:00 BST (UTC+1) în ziua de vineri, 27 iulie 2012, pe Stadionul Olimpic din Londra. Aceasta a fost concepută și coordonată de către regizorul Danny Boyle, câștigător al premiului Oscar, în timp ce regia muzicală a fost realizată de formația Underworld. A XXX-a ediție a Jocurilor Olimpice a fost oficial deschisă de monarhul țării gazdă, regina Elisabeta a II-a.

## Desfășurarea

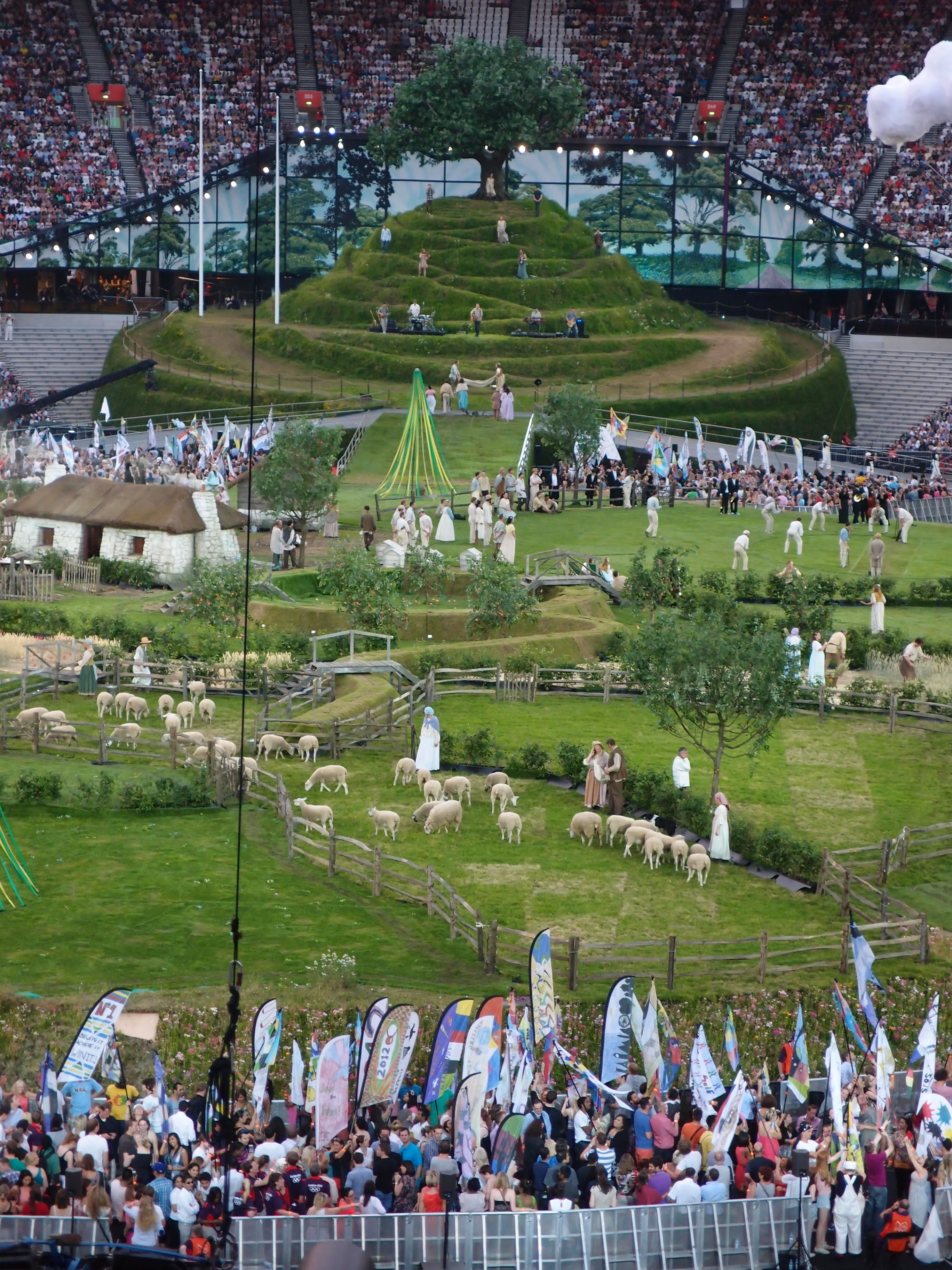
Scenă reprezentând Britania rurală

### Introducerea și primul grup de reprezentații
La ora 20:12, Red Arrows a executat un zbor deasupra Stadionului Olimpic. La ora 21:00, ceremonia a început cu un film de două minute regizat de Danny Boyle și produs în colaborare cu BBC. Începând la sursa râului Tamisa din Gloucestershire, filmul a prezentat râul ca o juxtapunere de imagini din viața britanică contemporană și cea pastorală. Coloana sonoră a acestuia a fost alctuită din mai multe bucăți de piese muzicale, printre care se numără Variații de Andrew Lloyd Webber, tema muzicală a EastEnders, compusă de Simon May și Leslie Osborne, London Calling al formației The Clash și God Save the Queen de Sex Pistols. Acțiunea filmului s-a încheiat pe Stadionul Olimpic, unde grupuri de copii au eliberat baloane numerotate de la 10 la 1 în timpul unei numărători inverse. Bradley Wiggins, care a câștigat Turul Franței în urmă cu doar cinci zile, a deschis ceremonia sunând la cer mai mare clopot armonic acordat din lume. Clopotul a fost turnat pentru Whitechapel Bell Foundry de Royal Eijsbouts din Olanda.
Secțiunea de deschidere a ceremoniei a cuprins dezvoltarea economică și socială a Marii Britanii; de la economia rurală la Revoluția industrială și apoi la anii '60. La început, etajul stadionului a avut în centru un model al dealului Glastonbury Tor și un sat medieval plin de animale vii și actori reprezentând sătenii care lucrează. Apoi au fost interpretate imnurile informale ale celor patru țări componente ale Regatului Unit: „Ierusalim” (din Anglia, cântat de un cor în direct pe stadion), completat de reprezentații filmate ale lui „Danny Boy” (din Giant Causeway, Irlanda de Nord), „Flower of Scotland” (din Castelul Edinburgh, Scoția) și „Bread of Heaven” (din Rhosilli Beach, Țara Galilor, dar cântat în engleză). Imnurile au fost întrerupte de imagini care prezentau încercări notabile ale Uniunii de rugby.

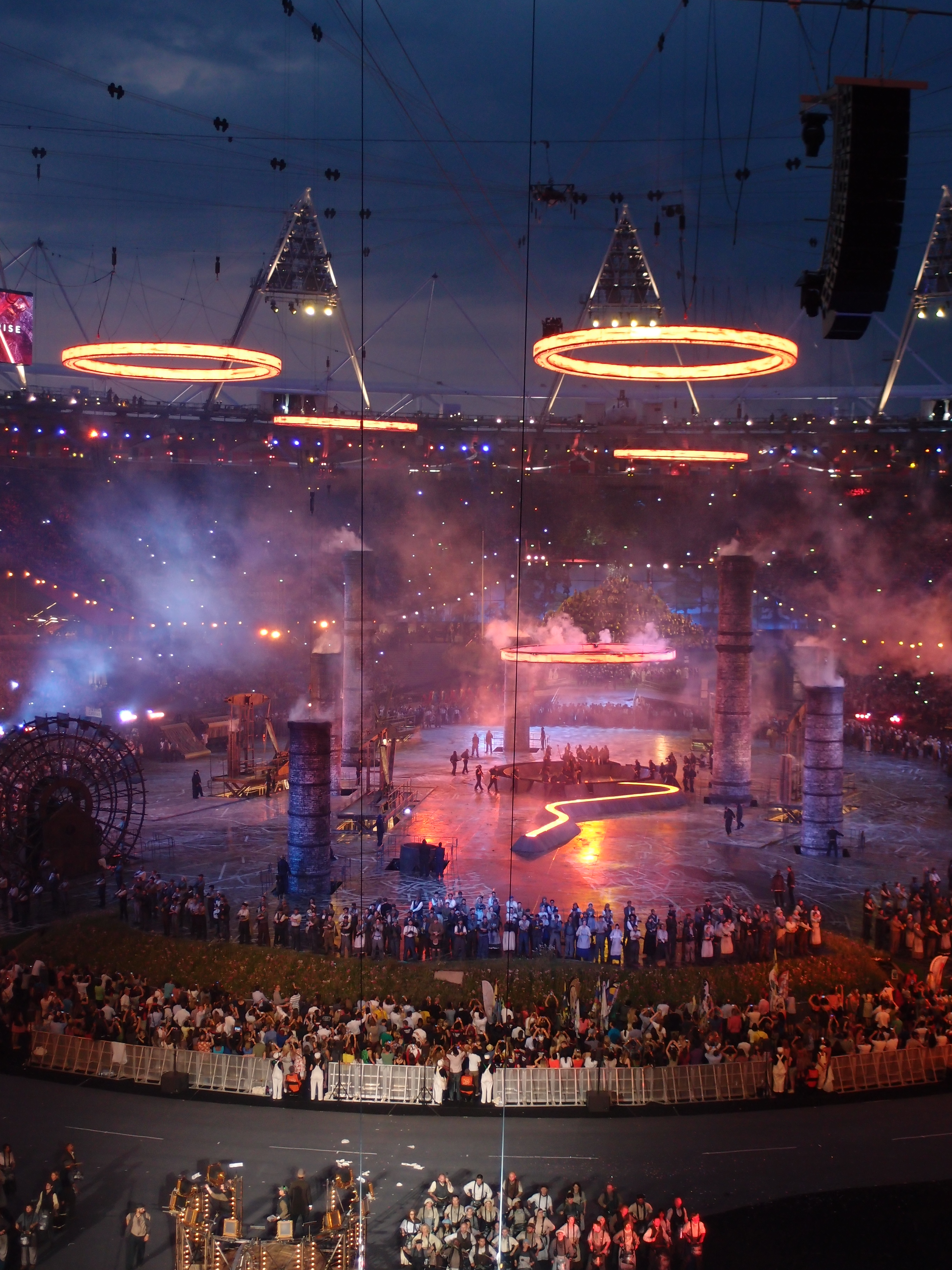
Scenă reprezentând Britania industrială

Odată ce reprezentația a evoluat, mai multe diligențe de epocă aparținând London General Omnibus Company au intrat pe stadion, transportând bărbați îmbrăcați în stil victorian și purtând jobene. Conduși de Isambard Kingdom Brunel (jucat de Sir Kenneth Branagh), bărbații au ieșit din vagoane și au supravegheat terenul. După ce a urcat pe Glastonbury Tor, Brunel a recitat discursul „Nu fi speriat” al lui Caliban din Actul 3, Scena II, al piesei Furtuna scrisă de Shakespeare, conform planului lui Boyle.
După ce sătenii au înlăturat iarba și celelalte obiecte de recuzită, mai multe coșuri de fum simbolizând revoluția industrială au răsărit din podea, iar muncitorii au început să mimeze forjarea a ceea ce urma să devină un mare cerc olimpic. Boyle a descris această secțiune a ceremoniei ca fiind un „Pandemonium” (făcând referire la capitala iadului din Paradisul pierdut), spunând că ea a sărbătorit „potențialul enorm” oferit de progresele din era victoriană. Această parte a inclus de asemenea și un moment de tăcere în amintirea sacrificiului și pierderilor de vieți omenești din cele două războaie mondiale, când au apărut mai mulți soldați britanici (așa numiții Tommies Atkins) și un câmp de maci. Însoțiți de aproximativ 1000 de toboșari conduși de Evelyn Glennie, actorii au defilat în jurul stadionului, reprezentând diferite grupuri istorice care au schimbat Marea Britanie: mișcarea pentru dreptul de vot al femeilor, Marșul din Jarrow, primii imigranți din Caraibe care au ajuns în Britania pe vasul MV Empire Windrush și membrii trupei The Beatles, așa cum au apărut pe coperta albumului Sgt. Pepper's Lonely Hearts Club Band. Mulți dintre participanți, inclusiv domnii în stil victorian, au mimat mișcări repetitive mecanice asociate cu procesele industriale, cum ar fi țesutul. Apoi patru inele olimpice au fost transportate cu avionul deasupra stadionului, iar când al cincelea a fost pus în poziție, acestea au luat foc și au împrăștiat scântei.

### Apariția reginei și imnul național
Ceremonia a continuat apoi cu Happy and Glorious (Fericit șiglorios), un film de scurt metraj în care James Bond (jucat de actorul Daniel Craig) intră în Palatul Buckingham. Acesta o escortează pe regina Elisabeta a II-a și o duce într-un elicopter, cu care zboară deasupra Londrei spre stadion. La sfârșitul filmului, Bond și Majestatea Sa sar din elicopter, moment în care filmul este înlocuit cu imagini în direct care îi prezintă pe cei doi actori sărind cu parașuta deasupra stadionului (folosind parașute pe care era desenat drapelul britanic). Saltul real a fost realizat de cascadorul Gary Connery. Regina și Ducele de Edinburgh (precum și Contele Rogge, președintele COI) și-au făcut apoi apariția pe scenă. În acest timp, drapelul Regatului Unit a fost ridicat de membrii Forțelor Armate Britanice, urmând să fie interpretat imnul național.

### Al doilea grup de reprezentații
După intonarea imnului național a urmat o secvență în care a fost celebrat Serviciul Național Medical (în engleză National Health Service). Mai multe asistente de la NHS au intrat pe stadion alături de copii pe paturi de spital, unele dintre ele funcționând ca trambulină. Printre artiști s-a numărat și personalul spitalului, dar și nouă copii care sunt pacienți ai Spitalului Great Ormond Street. Păturile au început să lumineze, iar paturile au fost așezate în forma unei fețe zâmbitoare (sigla Spitalului Great Ormond Street), acronimul „DOAMNE” fiind vizibil de la înălțime.
După o secvență de dans a avut loc o scurtă celebrare a literaturii pentru copii din Regatul Unit. J. K. Rowling a citit un pasaj din Peter Pan, scris de J. M. Barrie (din care Spitalul Great Ormond Street primește redevențe), în timp ce pe scenă au apărut mai multe figurine gonflabile reprezentând personaje negative: Regina de Inimă roșie, Căpitanul Hook, Cruella de Vil și Lordul Cap-de-Mort. Child Catcher a apărut în rândul copiilor. Zeci de femei deghizate în Mary Poppins au coborât pe umbrele zboarătoare odată ce personajele au fost dezumflate și actorii și-au reluat dansul. Coloana sonoră a acestei părți a fost interpretată de Mike Oldfield și o trupă de fundal; selecțiile lor au inclus părți modificate parțial din Tubular Bells (interpretate pe un set de clopote tubulare gigantice în partea din spate a scenei).
Sir Simon Rattle și-a făcut apoi apariția pentru a dirija Orchestra Simfonică din Londra, care a interpretat piesa Carele de foc compusă de Vangelis. Mr. Bean (interpretat de Rowan Atkinson) a apărut peste câteva minute, repetând în mod comic o singură notă la sintetizator. Apoi acesta a intrat într-o secvență de vis, unde s-a alăturat unui grup de alergători din filmul cu același nume (Jocurile Olimpice de vară din 1924).
Interpretarea a fost urmată de o secvență care a descris cultura populară britanică.

## Galerie

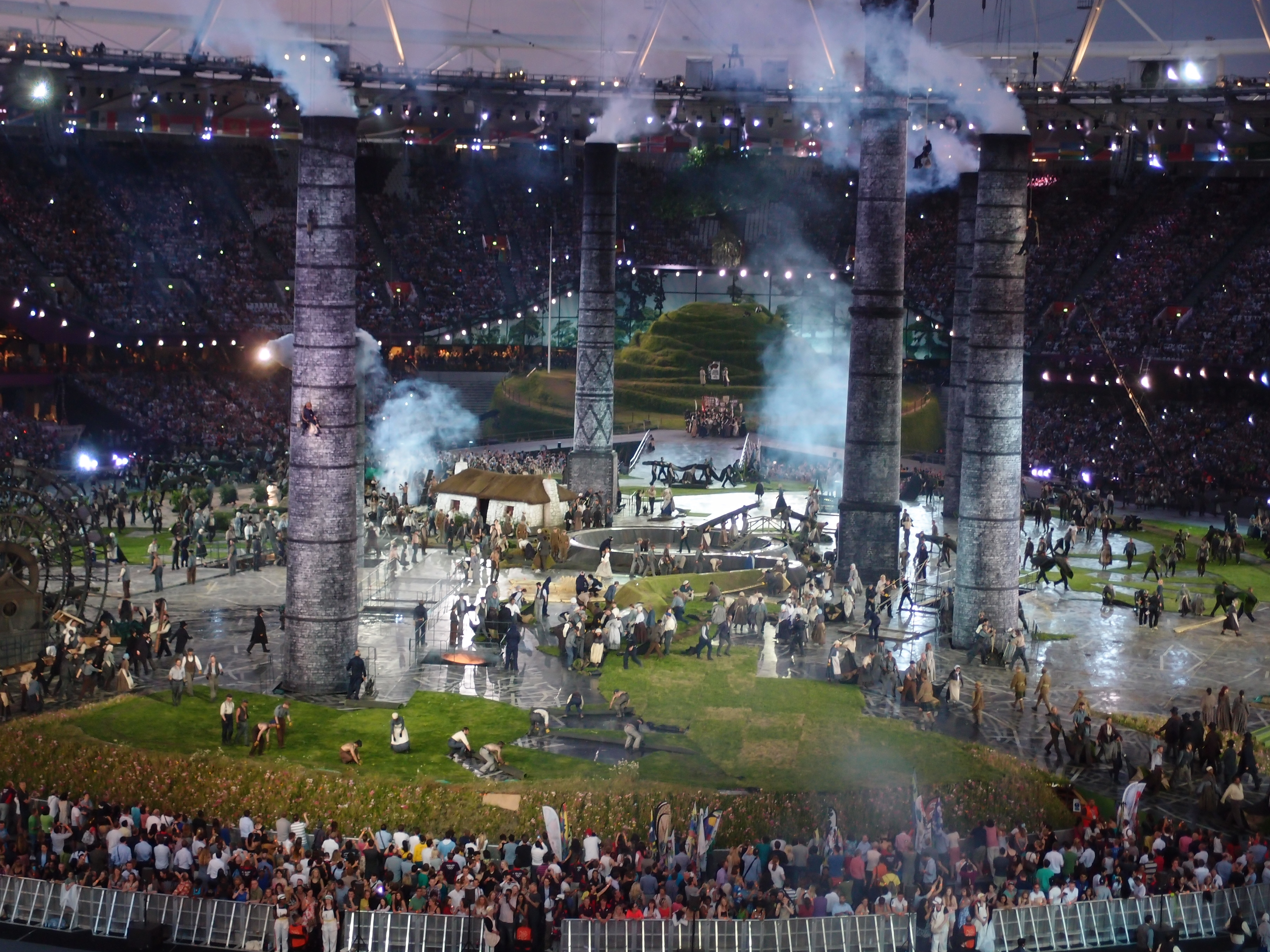
Scenă reprezentând Revoluția industrială.
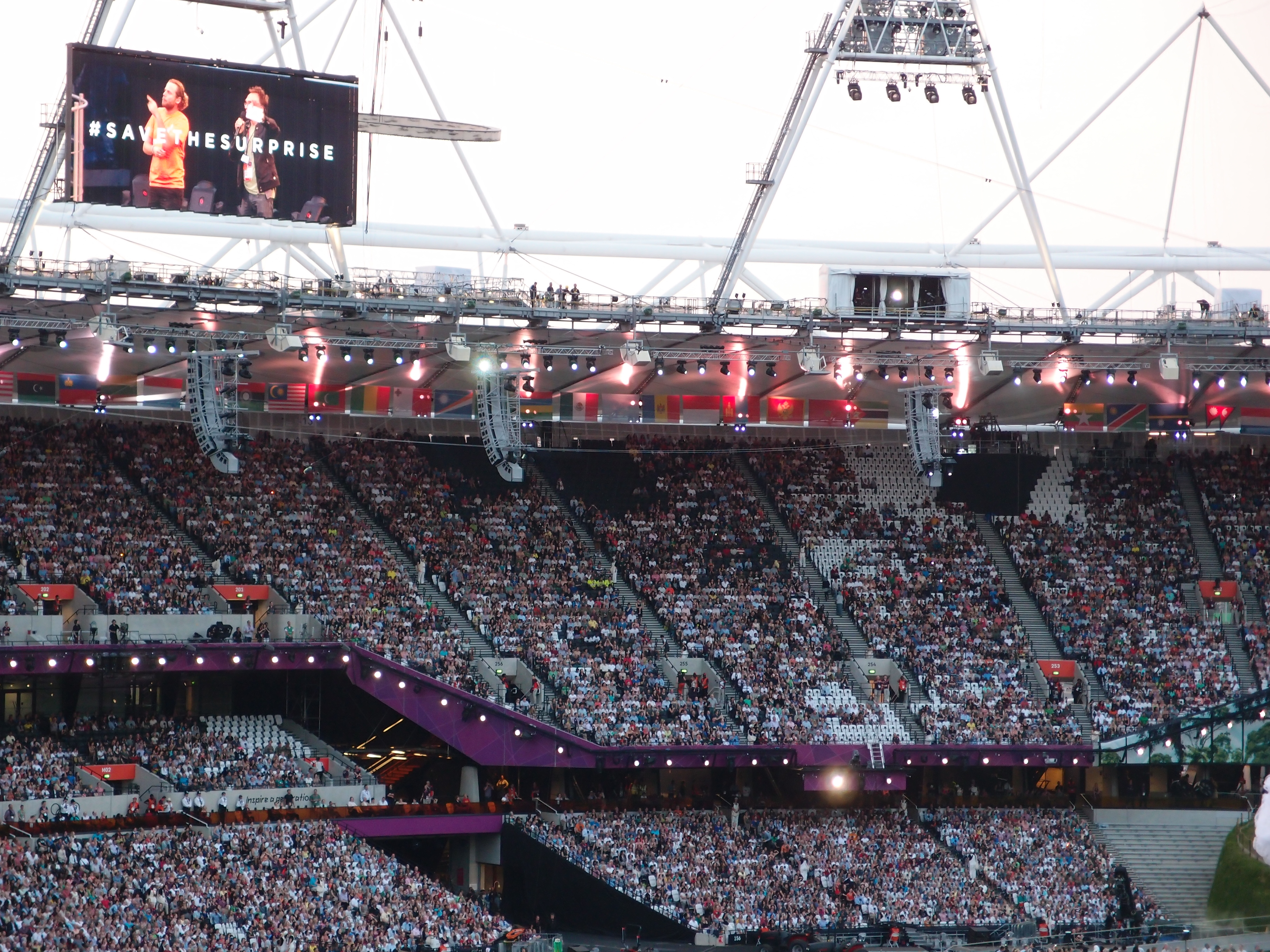
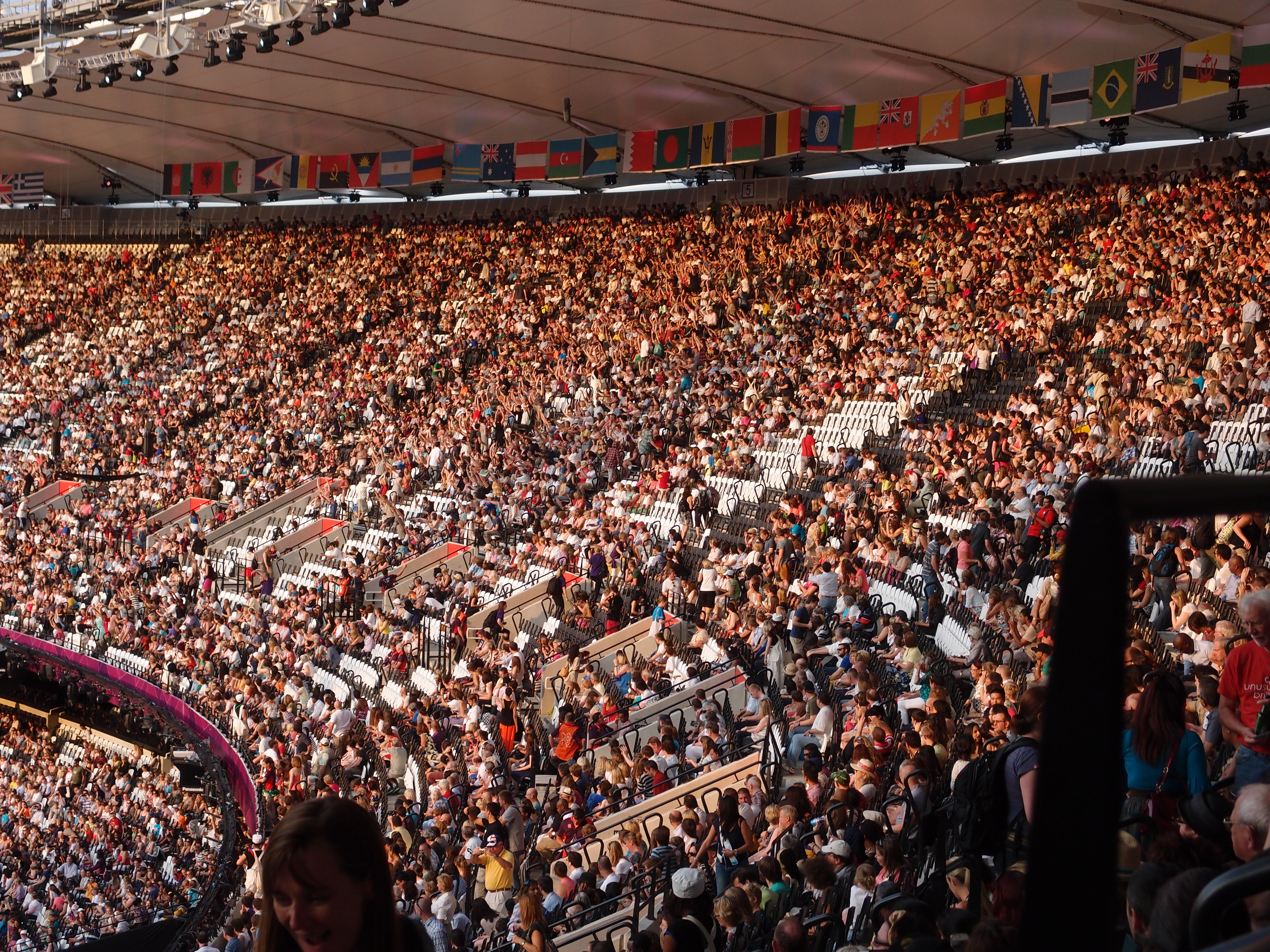
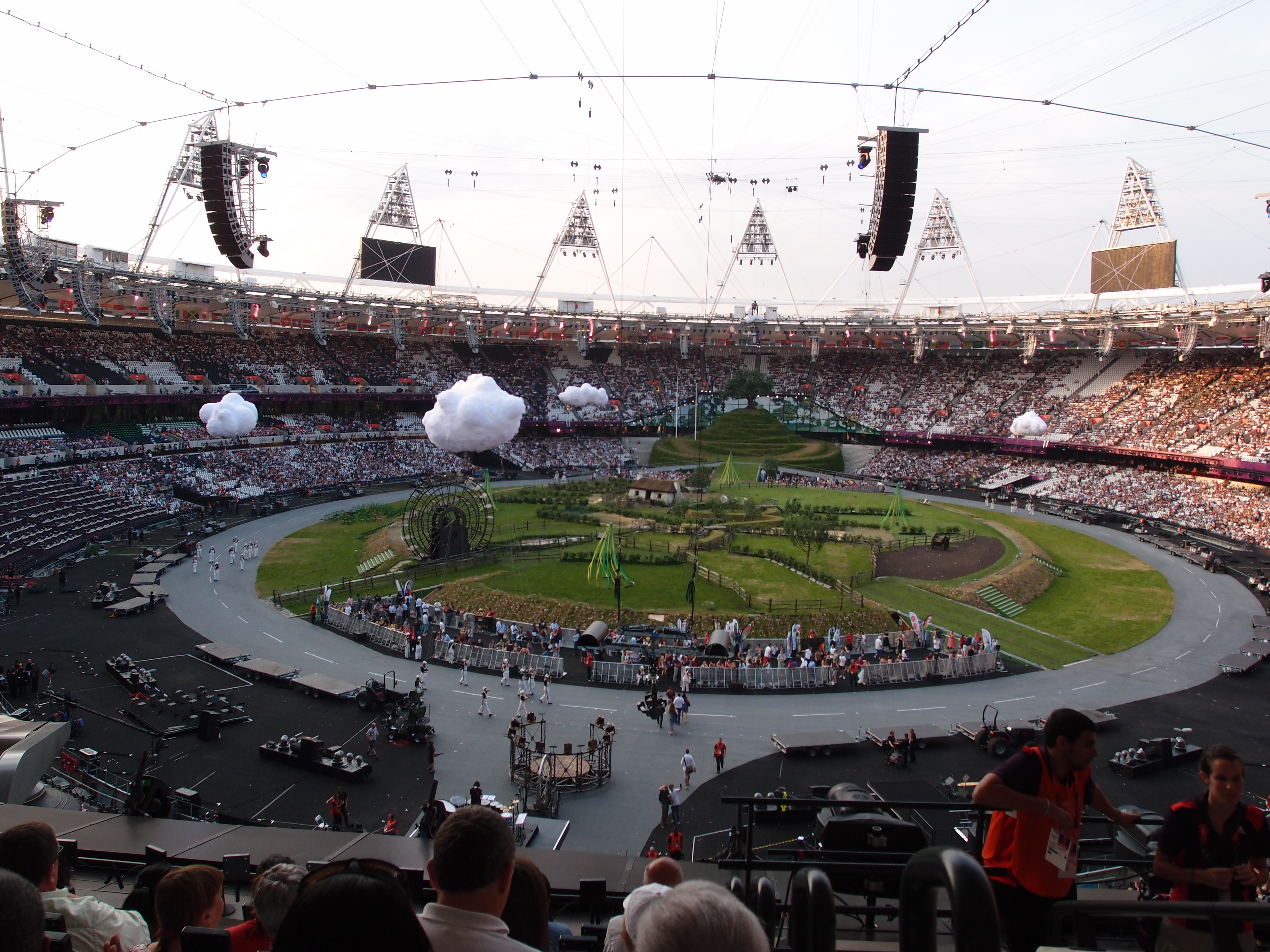